# Lentinus concinnus
Lentinus concinnus är en svampart som beskrevs av Pat. 1892. Lentinus concinnus ingår i släktet Lentinus och familjen Polyporaceae.   Inga underarter finns listade i Catalogue of Life.